# Babak Hatami
Babak Hatami (tiếng Ba Tư: بابک حاتمی); là một hậu vệ bóng đá người Iran hiện tại thi đấu cho câu lạc bộ Iran Padideh ở Iran Pro League.

## Sự nghiệp câu lạc bộ
Anh khởi đầu sự nghiệp với Shahrdari Tabiz. Vào mùa hè năm 2013 anh gia nhập Saipa.

### Persepolis
Anh gia nhập Iranian giants, Persepolis vào tháng 12 năm 2014 sau thỏa thuận giữa Persepolis và Saipa cùng với phí khoảng 2 tỉ R (khoảng $70 000 USD). He signed 18-month contract với The Reds which keep him until end of 2015–16 season với Tehrani side.

## Thống kê sự nghiệp câu lạc bộ
Tính đến 31 tháng 12 năm 2015
| Câu lạc bộ          | Hạng đấu            | Mùa giải            | Giải vô địch | Giải vô địch | Cúp Hazfi | Cúp Hazfi | Châu Á  | Châu Á    | Tổng    | Tổng      |
| Câu lạc bộ          | Hạng đấu            | Mùa giải            | Số trận      | Bàn thắng    | Số trận   | Bàn thắng | Số trận | Bàn thắng | Số trận | Bàn thắng |
| ------------------- | ------------------- | ------------------- | ------------ | ------------ | --------- | --------- | ------- | --------- | ------- | --------- |
| Shahrdari Tabriz    | Pro League          | 2010–11             | 21           | 0            | 2         | 0         | –       | –         | 23      | 0         |
| Aluminium           | Hạng đấu 1          | 2011–12             | 23           | 0            | 0         | 0         | –       | –         | 23      | 0         |
| Shahrdari Tabriz    | Hạng đấu 1          | 2012–13             | 21           | 0            | 0         | 0         | –       | –         | 21      | 0         |
| Saipa               | Pro League          | 2013–14             | 26           | 0            | 1         | 0         | –       | –         | 27      | 0         |
| Saipa               | Pro League          | 2014–15             | 13           | 0            | 1         | 0         | –       | –         | 14      | 0         |
| Persepolis          | Pro League          | 2014–15             | 11           | 0            | 0         | 0         | 6       | 0         | 17      | 0         |
| Persepolis          | Pro League          | 2015–16             | 8            | 0            | 2         | 0         | –       | –         | 10      | 0         |
| Tổng cộng sự nghiệp | Tổng cộng sự nghiệp | Tổng cộng sự nghiệp | 123          | 0            | 6         | 0         | 6       | 0         | 135     | 0         |

- Kiến tạo

| Mùa giải | Đội bóng   | Kiến tạo |
| -------- | ---------- | -------- |
| 14–15    | Persepolis | 1        |
| 15–16    | Persepolis | 1        |